# Gyrophaena obesula
Gyrophaena obesula är en skalbaggsart som beskrevs av Thomas Casey 1906. Gyrophaena obesula ingår i släktet Gyrophaena och familjen kortvingar. Inga underarter finns listade i Catalogue of Life.